# 极小曲面

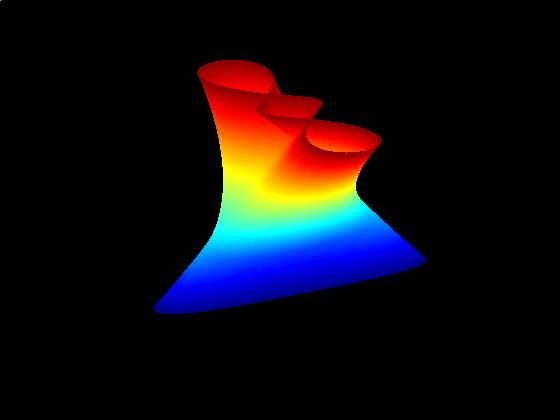
Verrill极小曲面

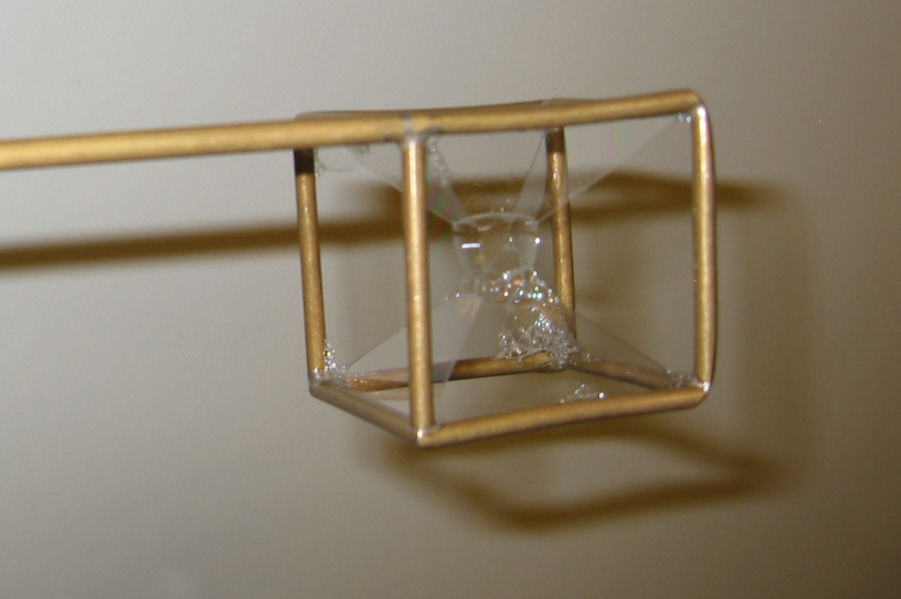
极小曲面

极小曲面（英語：Minimal surface）在数学中是指平均曲率为零的曲面，即满足某些约束条件的面积极小的曲面；在物理学中是指由最小化面积而得到的极小曲面的实例可以是沾了肥皂液后吹出的肥皂泡。

## 例子
极小曲面的经典例子包括：
- 欧几里得平面，无特别约束条件下最平常的极小曲面；
- 悬链曲面：由悬链线围绕其水平准线旋转而得到的曲面。这是最早发现的“不寻常”的极小曲面。悬链曲面状的皂液膜可以由将两个等大的圆环紧贴放入肥皂水中，拿出后再缓慢分开得到；
- 螺旋曲面：一个线段沿着垂直于其中点的直线匀速螺旋上升时扫过的曲面。这是继悬链曲面后发现的第二种不寻常的极小曲面；
- 恩内佩尔曲面。

## 定义
给定一个嵌入曲面，或更一般的，一个浸入曲面（其边界一般固定，但不一定有界），定义其平均曲率如下：
令 {\displaystyle p} 是曲面 {\displaystyle S} 上一点，考虑 {\displaystyle S} 上过 {\displaystyle p} 的所有曲线 {\displaystyle C_{i}}。每条这样的 {\displaystyle C_{i}} 在{\displaystyle p} 点有一个伴随的曲率 {\displaystyle K_{i}}。在这些曲率 {\displaystyle K_{i}} 中，至少有一个极大值 {\displaystyle \kappa _{1}} 与极小值{\displaystyle \kappa _{2}}，这两个曲率 {\displaystyle \kappa _{1},\kappa _{2}} 称为 {\displaystyle S} 的主曲率。
{\displaystyle p\in S} 的平均曲率是两个主曲率的平均值，由欧拉公式其实也是所有曲率的平均值，故有此名。
{\displaystyle H={1 \over 2}(\kappa _{1}+\kappa _{2})\ .}
而极小曲面是指每一点上的平均曲率都是0的曲面。这种曲面的研究始于有关满足一定的约束条件（比如边界固定或容纳体积满足一定条件）下表面积最小的曲面，因此被称为“极小曲面”。实际上极小曲面所囊括的内涵比此类最小面积曲面更广泛。极小曲面的定义还可以扩展到恒定平均曲率曲面，即曲面上由平均曲率等于某个常数的点组成的子曲面。当这个常数等于零的时候， 恒定平均曲率曲面就是极小曲面。
极小曲面是平均曲率流的临界点。

## 与布朗过程的联系
极小曲面上的布朗过程可以用于某些极小曲面相关定理的概率证明。

### 文内引用
1. ↑  (斯皮瓦克 1999，第3卷，第2章)
2. ↑  关于角度的平均值。
3. ↑  R. Neel 2008 (arXiv （页面存档备份，存于）, DOI resolver)

### 补充来源
- Robert Osserman. . New York: Dover Publications. 1986. ISBN 0-486-64998-9.
- Hermann Karcher and Konrad Polthier. . 1995  [December 27, 2006]. （原始内容存档于2013-07-08）. （图示介绍极小曲面与皂液膜）
- Various. . 2000-  [September 28, 2004]. （原始内容存档于2013-07-08）.  （在线期刊，发表有若干极小曲率模型）
- Spivak, Michael,  3rd, Publish or Perish Press, 1999, ISBN 0-914098-72-1 (Volume 3), ISBN 0-914098-73-X (Volume 4)
- Stewart Dickson. . VR in the School, Volume 1, Number 4. 1996  [April 15, 2006]. （原始内容存档于2013-07-08）.
- Martin Steffens and Christian Teitzel. .   [October 27, 2008]. （原始内容存档于2013-07-08）.
- David Hoffman, Jim Hoffman;  et al. .   [April 24, 2006]. （原始内容存档于2006年7月3日）.
- Jacek Klinowski. .   [February 2, 2009]. （原始内容存档于2013-07-08）.